# Tatra 813
Tatra 813 je československý speciální těžký terénní nákladní automobil, vyráběný v letech 1967 až 1982. Základním představitelem této typové řady byla především vojenská verze 8×8 KOLOS, která byla schopná tahat přívěsy až do celkové hmotnosti 100 tun. Vyráběly se však i civilní verze 6×6, případně 4×4. Za patnáct let výroby bylo ve všech modifikacích postaveno dohromady 11 751 vozidel, z nichž většina byla exportována – zejména do SSSR, NDR, Rumunska a Indie.

## Vývoj
První funkční vzorek podvozku T 813 postavili vývojoví pracovníci z konstrukční kanceláře pobočného závodu Bánovce nad Bebravou v roce 1960. Tento vzorek byl postaven v maximální možné míře z agregátů a dílů pro model Tatra 138, jehož výroba se v té době rozbíhala. Nešlo však o plnohodnotný automobil, ale pouze o nekarosovaný osmikolový podvozek se čtyřmi nechráněnými sedadly umístěnými na blatnících prvních dvou náprav. Bizarní vzhled této konstrukce podtrhovalo použití motocyklového plexisklového štítu před sedadlem řidiče. Funkční vzorek posloužil ke sbírání zkušeností s prvním čtyřnápravovým československým automobilem, ale další vývoj byl utlumen, protože závod Bánovce se soustředil na výrobu všech modifikací typu Tatra 111 a těžkého tahače Tatra 141. Přesto se na osmikolový podvozek nezapomnělo a probíhaly na něm alespoň občasné jízdní zkoušky.
Počátkem roku 1964 byl vývoj osmikolového vojenského tahače oficiálně obnoven, tentokrát se s konstrukcí začalo „na čistém stole“ a prototyp Tatry 813, představený v Bánovcích na aktivu hospodářských pracovníků Tatry v srpnu 1964, tak měl se sériovými výrobky T 138 společné jen základní konstrukční díly vidlicového dvanáctiválcového motoru T930 o objemu 17.640 cm³ a výkonu 250 k (u T 138 šlo o vidlicový osmiválec T928 o objemu 11 762 cm³ a výkonu 180 k). Na motor navazovala pětistupňová převodovka a dvě redukční, takže vozidlo disponovalo celkem 20 jízdními stupni pro pohyb vpřed a 4 stupni pro jízdu vzad. Díky své koncepci byl vůz schopen překonat příkop široký až 1,5 metru, zdolat kolmé překážky do výšky až 60 centimetrů a jezdit s bočním náklonem až 30°. Tyto parametry jsou dodnes světově unikátní a nepřekonala je ani žádná z modifikací následujícího typu T 815.
Kromě podvozku se vůz od dosavadní produkce Tatry odlišoval i použitím jednoduché montáže širokoprofilových pneumatik na všech nápravách (s funkcí centrálního dohušťování pneumatik), prostornou předsunutou trambusovou kabinou a celkově hranatými tvary vozidla.
Do konce roku 1964 pak vznikly celkem 4 prototypy a začala se připravovat sériová výroba. První podvozek z ověřovací padesátikusové série opustil montážní linku v pátek 24. března 1967. V souvislosti s uvolňováním politického režimu v Československu se pak začalo uvažovat o tom, že by se vojenský speciál T 813 mohl používat i v civilním sektoru jako náhrada zastaralých vozů Tatra 141 (které vycházely z téměř 30 let staré konstrukce Tatra 111). V roce 1969 proto útvar hlavního konstruktéra představil nové modely řady civilních tahačů se znaky náprav 4×4 (pro přívěsy o hmotnosti do 60 t), 6×6 (do 80 t) a 8×8 (do 100 t), které doplnily i varianty stavebních vozidel. Do sériové výroby se pak dostaly jako tahače nebo podvozky pro jeřáby, v menší míře i jako sklápěče (ve verzi 6×6, nahrazující dumpcary Tatra 147, vzniklo však jen několik prototypů). Ve spolupráci se západoněmeckou společností SEMEX vznikl také výkonný letištní tahač schopný manipulovat letadly o hmotnosti až 300 tun, vlivem politické normalizace se však speciální automobily Tatra (jako vojensky strategická vozidla) už prakticky nesměla vyvážet do států NATO a tak i tento tahač zůstal osamocený, dosloužil pravděpodobně na letišti Ruzyně.

## Technický popis

### Podvozek
Základ vozidla tvoří (pro Tatru typický) páteřový podvozek s centrální nosnou rourou a výkyvnými polonápravami. Tvoří ho dvě přední (řiditelné) a dvě zadní nápravy, přičemž všechny nápravy jsou hnané (pohon předních náprav je však s výjimkou verze 8×8 vypínatelný) a všechny jsou navzájem odděleny mezinápravovými diferenciály – celý podvozek tak skrývá celkem 7 čelních diferenciálů. Mezi druhou a třetí nápravou je na páteři osazen mezikus přídavné převodovky, na kterou je namontována hlavní převodovka. Odvozené typy se liší absencí poslední (u vozů 6×6), případně první a poslední (u vozů 4×4) nápravy. Jednotlivé polonápravy pak jsou v závislosti na typu odpruženy listovými pery, torzními tyčemi, vlnovcovými pružinami nebo jejich různou kombinací. Všechny polonápravy jsou vybaveny také kapalinovými tlumiči pérování.
Podvozky tak existují v těchto variantách:
- 8×8 KOLOS (všeúčelový podvozek) – dvě řiditelné nápravy, odpružení vpředu i vzadu podélnými listovými pery
- TP 6x6 (tahač přívěsů) – dvě řiditelné nápravy, odpružení vpředu torzními tyčemi, vzadu podélnými listovými pery
- TP 4x4 (tahač přívěsů) – jedna řiditelná náprava, odpružení vpředu i vzadu torzními tyčemi
- NT 4x4 (návěsový tahač nebo jeřábový podvozek) – jedna řiditelná náprava, odpružení vpředu torzními tyčemi, vzadu vlnovcovými vzduchovými pružinami s automatickou regulací světlé výšky

Jednotlivé nápravy tvoří rozvodovka, polonápravy, hnacími hřídele a talířová kola kolových redukcí pro snížení namáhání celého pohonného systému. Na všech kolech je používána výhradně jednoduchá montáž pneumatik, u armádních verzí doplněna systémem centrálního dofukování pneumatik pro bojové situace (kompresor byl schopen dotlakovat i pneumatiku s dvanácti průstřely, aniž došlo k její deformaci) nebo pro snadnou změnu měrného tlaku v různých terénních podmínkách. Řiditelné nápravy jsou vybaveny kapalinovým posilovačem, shodným s vozy T 138, ale s větším účinkem na kola.

### Motor

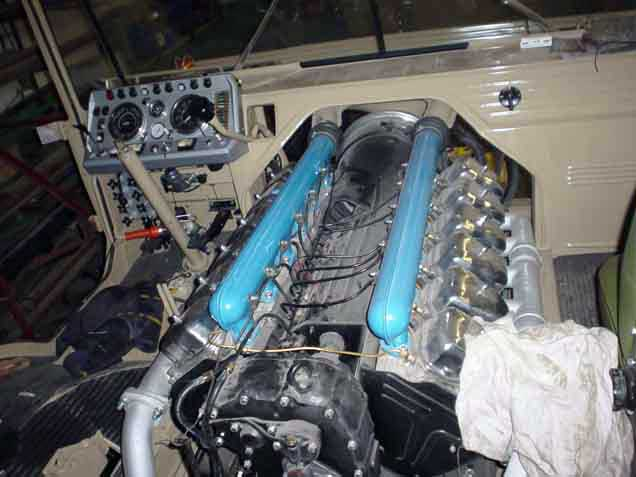
Motor Tatry T 813

Pohonná jednotka typového označení T930 je vzduchem chlazený vidlicový dvanáctiválec (úhel sevření válců 75°) o objemu 17.640 cm³ (vrtání 120 / zdvih 130 mm), čtyřtaktní atmosféricky plněný (nepřeplňovaný) vznětový s přímým vstřikem paliva, rozvodem OHV s jednou vačkovou hřídelí pro všechny válce. Sériový motor má výkon 190 kW (258 k) a krouticí moment cca 990 Nm při 1300 ot/min. Spotřeba nafty se podle typu a zatížení pohybuje od 44 litrů nafty na 100 km výše.
Vzduchové chlazení zabezpečuje jeden ventilátor ovládaný kapalinovou spojkou, která společně s termostatem řídí otáčky ventilátoru tak, aby byl schopen ochladit motor i při plném zatížení. Mazání motoru je se suchou klikovou skříní a vybavené chladičem motorového oleje umístěným před ventilátorem na odklopné části masky automobilu.
Pro snazší startování motoru při velmi nízkých teplotách jsou osazeny dva startéry a motor je možné nahřívat i nezávislým naftovým topením.
Pak zde byly prototypy s osmiválcovým benzinovým motorem, které se však při testech moc neosvědčily. Vyrobilo se celkem 10 kusů.

### Spojka a převodovka
Spojka je suchá třecí dvoulamelová (u verzí 8×8 a TP 6×6 třílamelová) s posilovačem, s převodovkou je spojena kloubovou hřídelí.
Převodovka má 5 rychlostních stupňů vpřed a 1 stupeň vzad, s výjimkou verzí 8×8 a TP 6×6 je navíc vybavena dvoustupňovým předřazeným převodem. Ovládání je mechanické, pákou umístěnou vedle přístrojové desky na pravé straně. Druhý až pátý převodový stupeň je jištěn tzv. blokovanou synchronizací. Přídavná převodovka je dvoustupňová, se silničním a terénním převodem, které se ovládají elektropneumaticky pomocí předvoliče na řadicí páce – výjimkou jsou opět verze 8×8 a TP 6×6, které mají jen jeden sestupný převod. Neutrál se volí elektropneumaticky přepínačem na přístrojové desce. Kombinací těchto převodových stupňů má řidič k dispozici až 20 převodových stupňů pro jízdu vpřed a 4 pro jízdu vzad, které lze volit v závislosti na podmínkách.
Některé verze 8×8 byly navíc vybaveny rychloběhem, což je ojedinělá výjimka v konstrukci nákladních automobilů – první stupeň byl přímý záběr (pro jízdu s těžkým přívěsem), druhý plnil funkci rychloběhu (maximální rychlost sólo vozidla).

### Brzdy
Provozní brzdy jsou bubnové, vzduchotlaké, umístěné v kolech. Jejich brzdový systém je tvořen třemi nezávislými okruhy: okruhem předních, zadních náprav a okruhem brzd přívěsu. Bubnová parkovací brzda je umístěna na přídavné převodovce. Vozidlo je vybaveno i odlehčovací motorovou brzdou.

### Kabina
Kabina je u všech modifikací výhradně trambusového typu a existuje ve verzích krátká nebo dvojkabina, s jedním nebo dvěma kruhovými průlezy ve stropě. Do dvojkabiny se vejde sedm osob včetně řidiče. Mezi předními sedadly je umístěn tunel pro kryt motoru, který je tepelně a zvukově izolován. Kabina je vybavena nezávislým naftovým topením.

### Naviják
Většina vojenských podvozků byla vybavena bubnovým navijákem, který byl uchycen na rámu mezi třetí a čtvrtou nápravou. Naviják byl šnekový s třecí spojkou a vybaven bubnovou brzdou. Délka tažného ocelového lana byla 60 m o průměru 22,4 mm. Maximální síla při navinutém laně byla 98 kN a při odvinutém 176,5 kN.

## Provedení

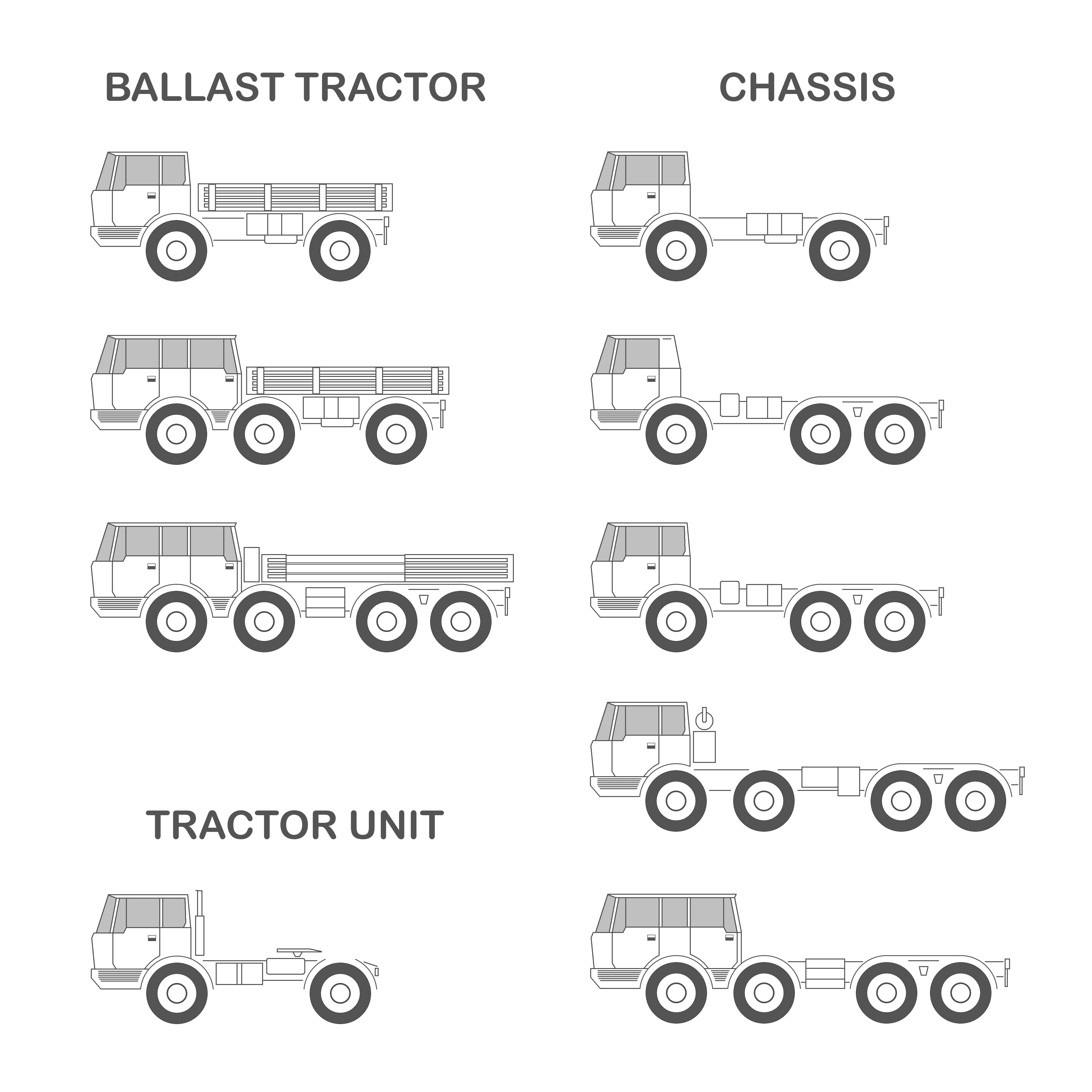
Vyráběné typy

Vozy T 813 se vyráběly v různých druzích provedení:
civilní:
- TP 4×4 – tahač přívěsů; NT 4×4 – tahač návěsů; podvozek pro autojeřáb AD 125
- TP 6×6 – tahač přívěsů; několik prototypů vzniklo jako sklápěč s jednou řiditelnou nápravou
- TP 8×8 – tahač přívěsů; sklápěče, podvozek pro těžkotonážní autojeřáb AD 350; hasičské nástavby

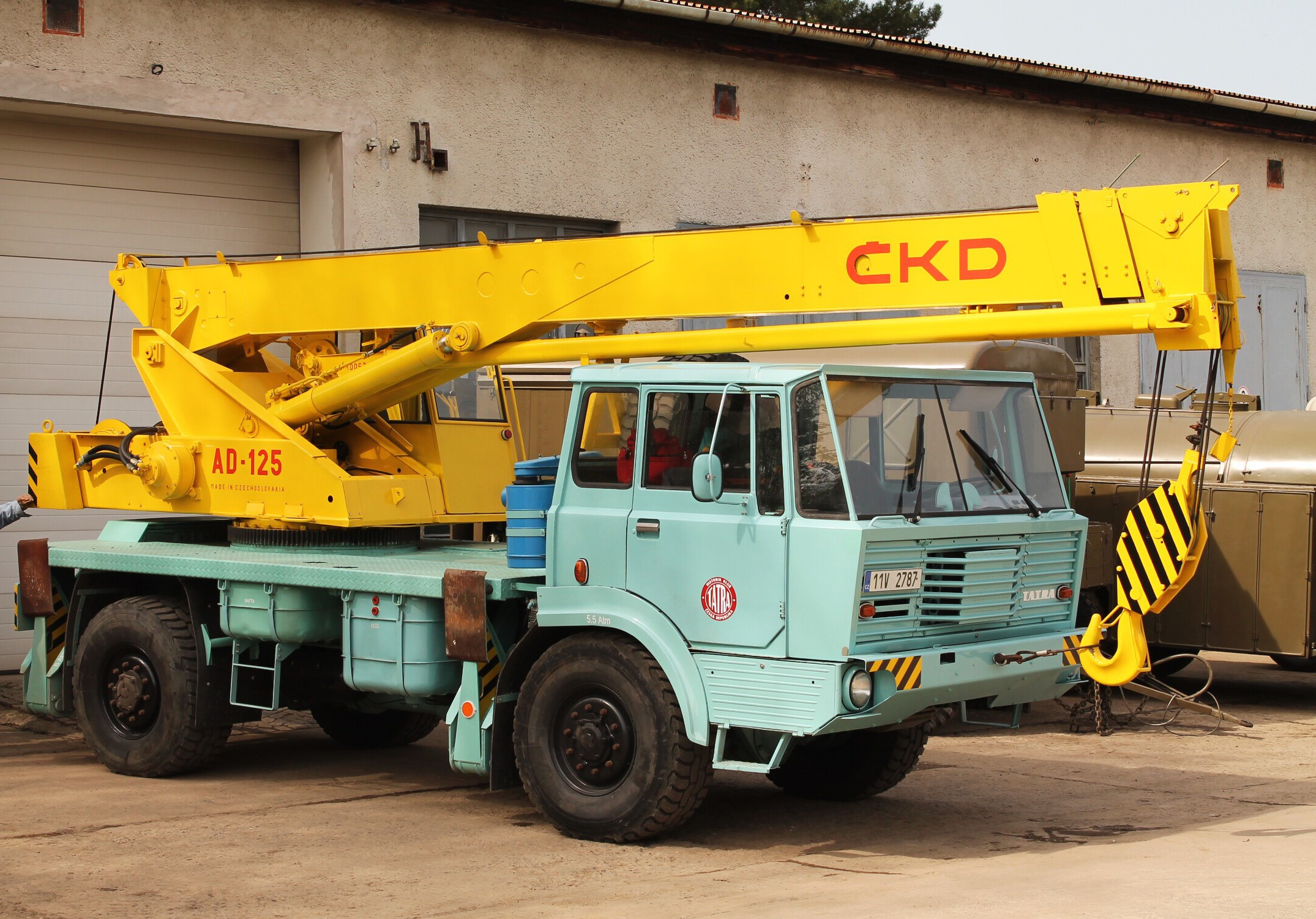
T 813 4×4, autojeřáb AD 125
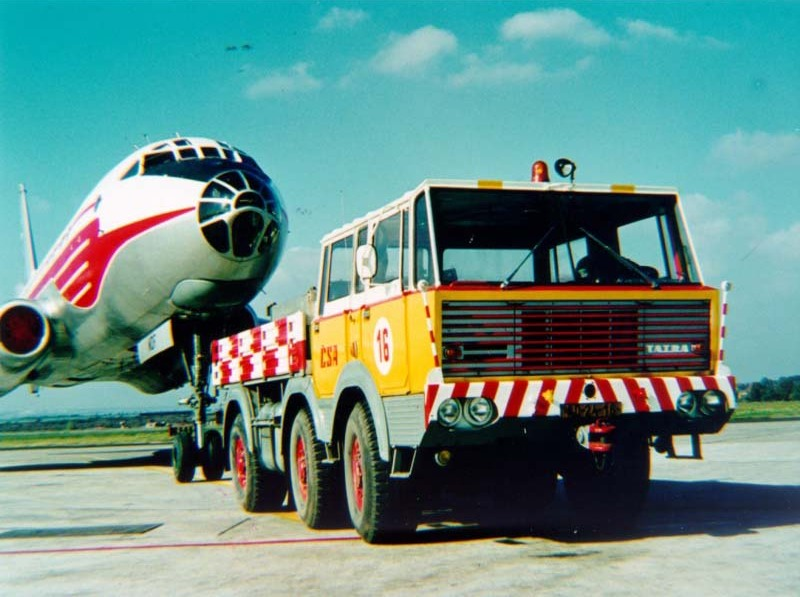
T 813 6×6, tahač letounů (zde Tu-104)
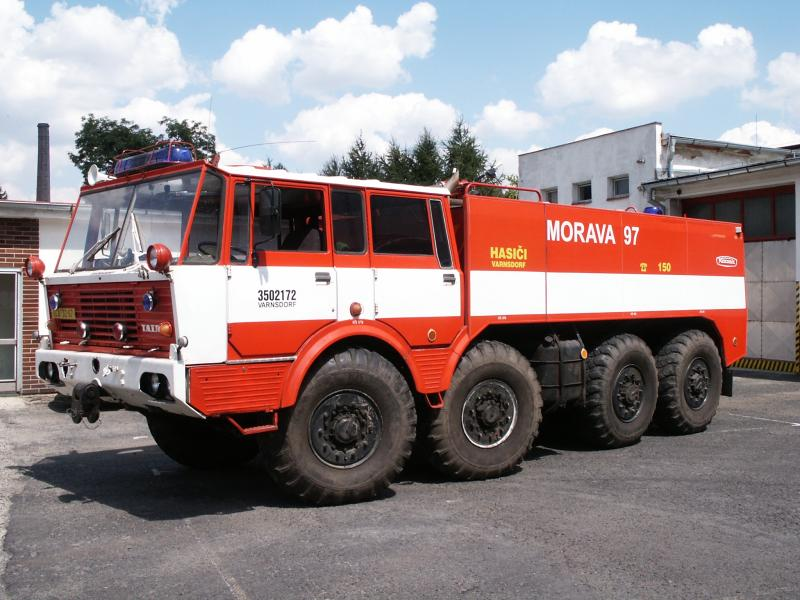
T 813 8×8, cisternová automobilní stříkačka

vojenské:
- 8×8 – tahače přívěsů, vozy s mostními konstrukcemi, pontonové vozy, vozidla se speciálními bojovými nástavbami

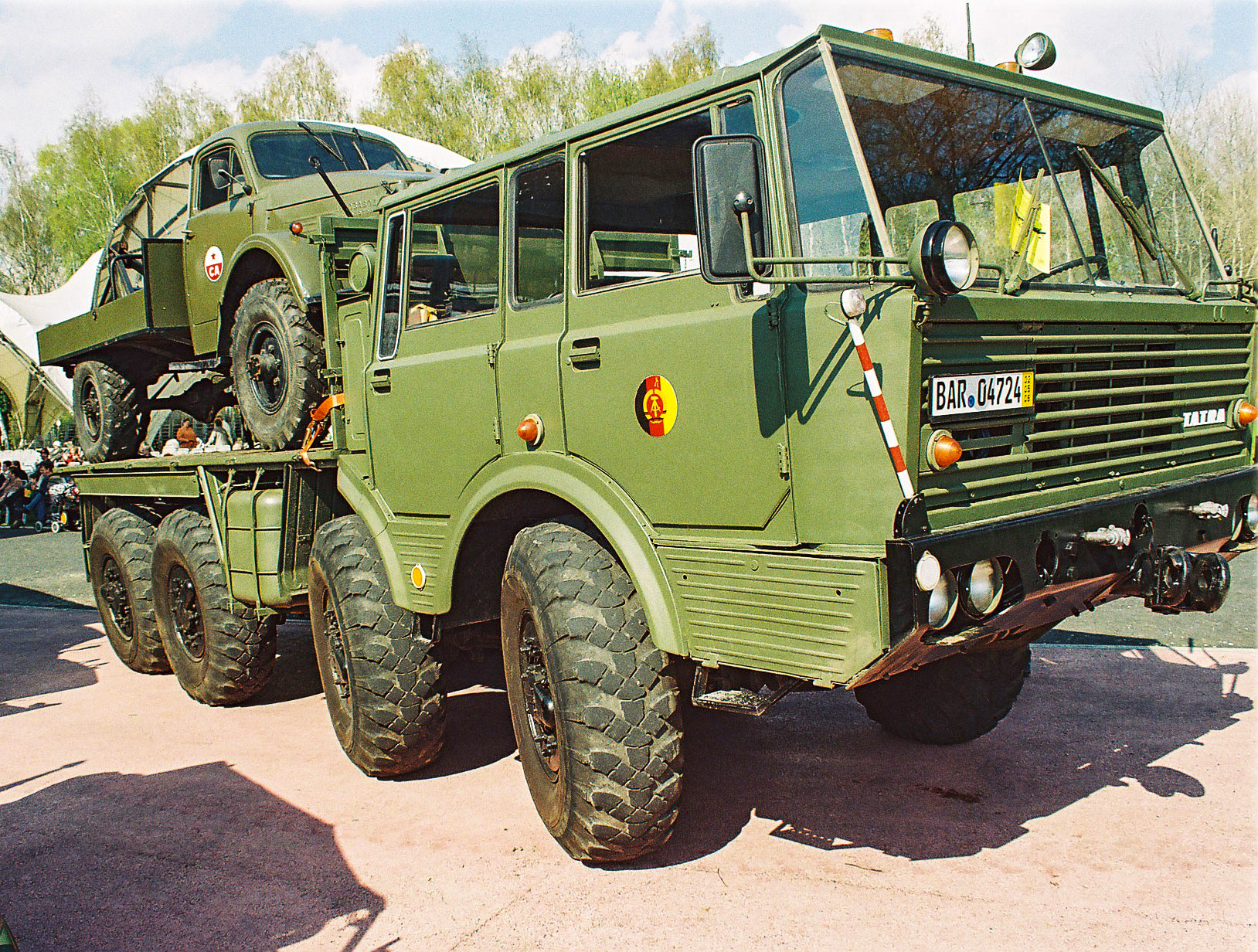
vojenský podvalník armády NDR
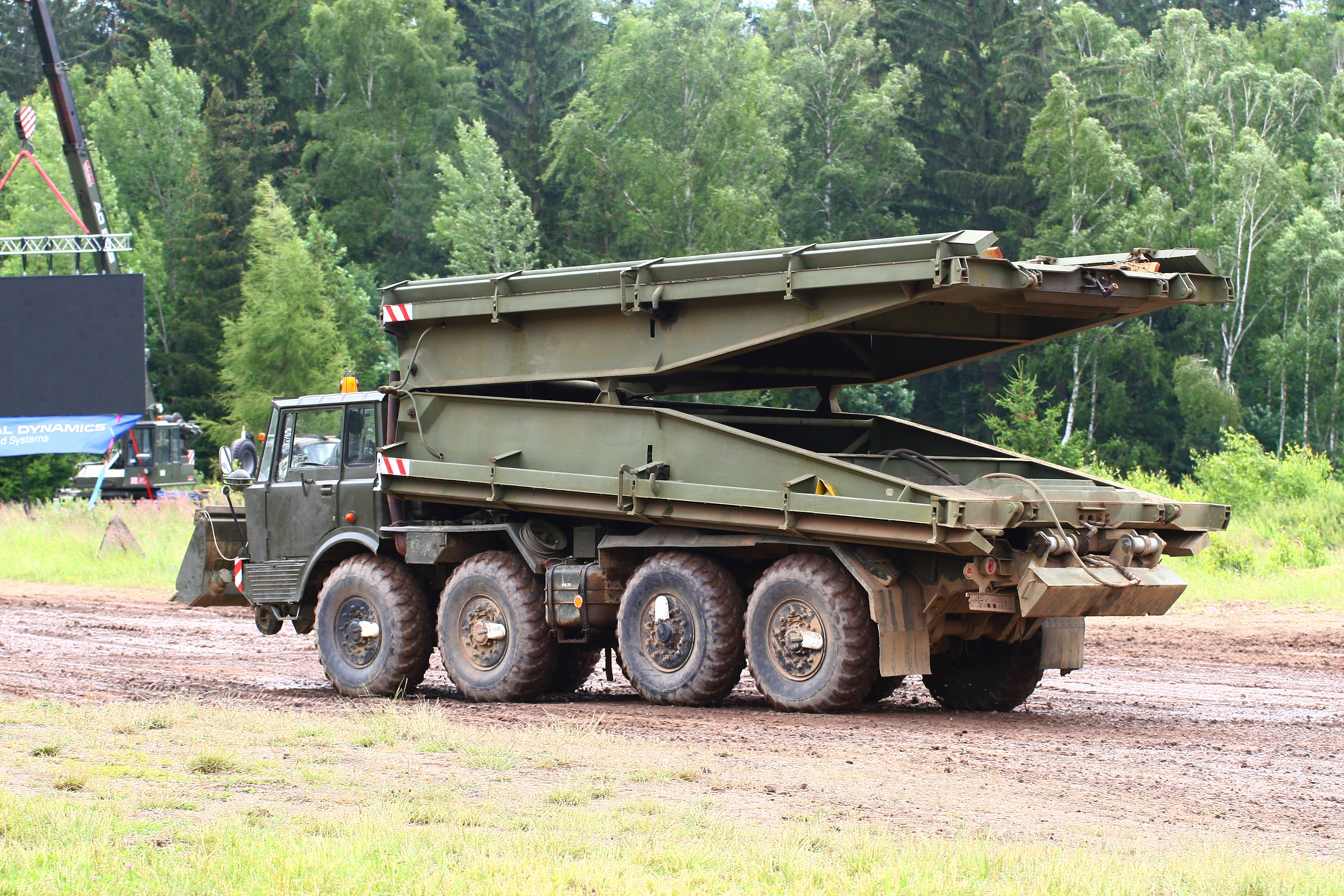
mostní automobil AM-50
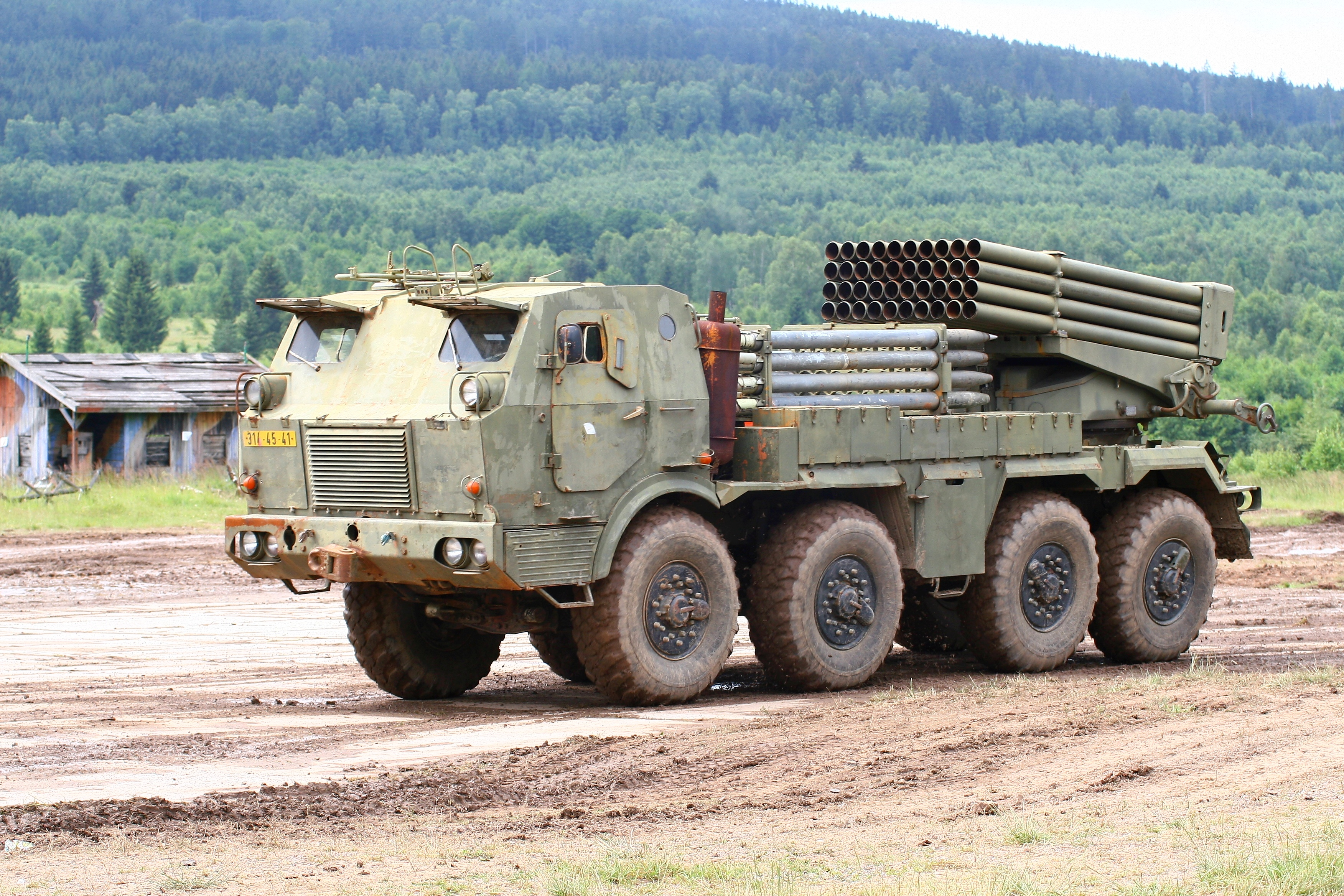
nosič raketometu RM-70 GRAD
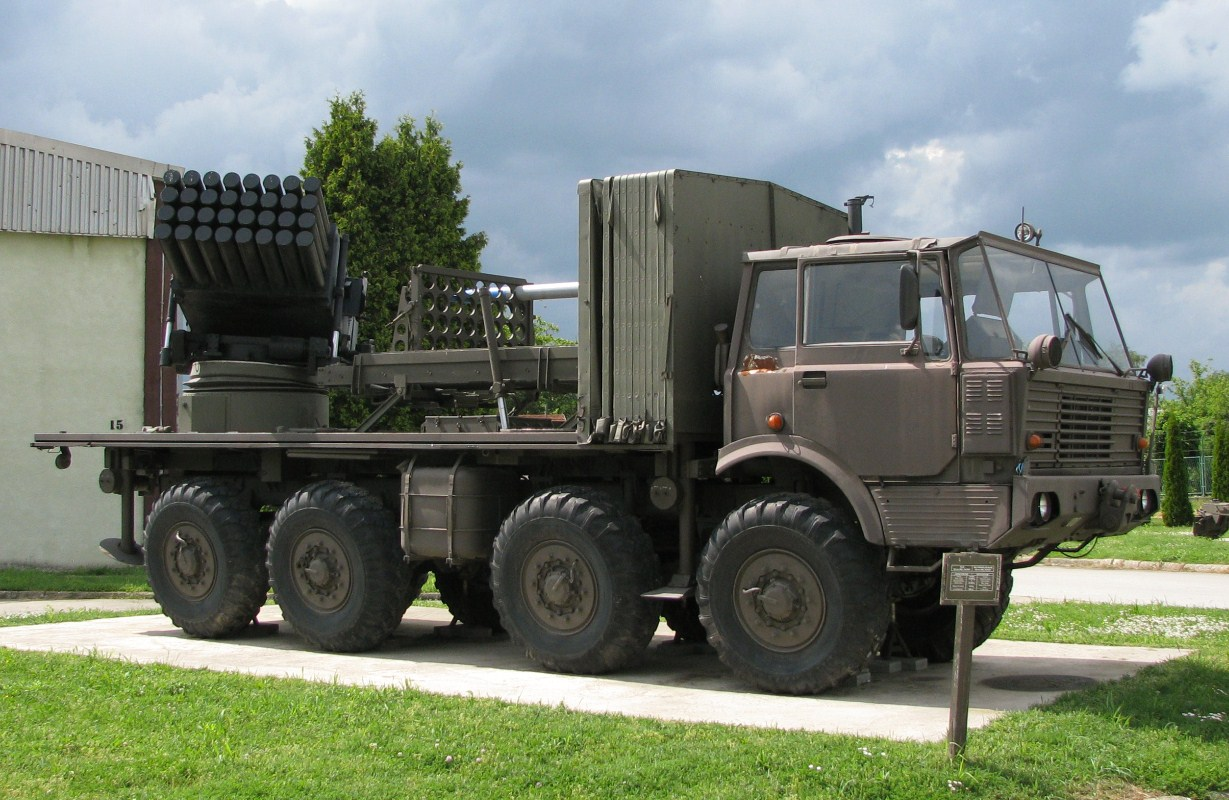
nosič raketového systému Tajfun
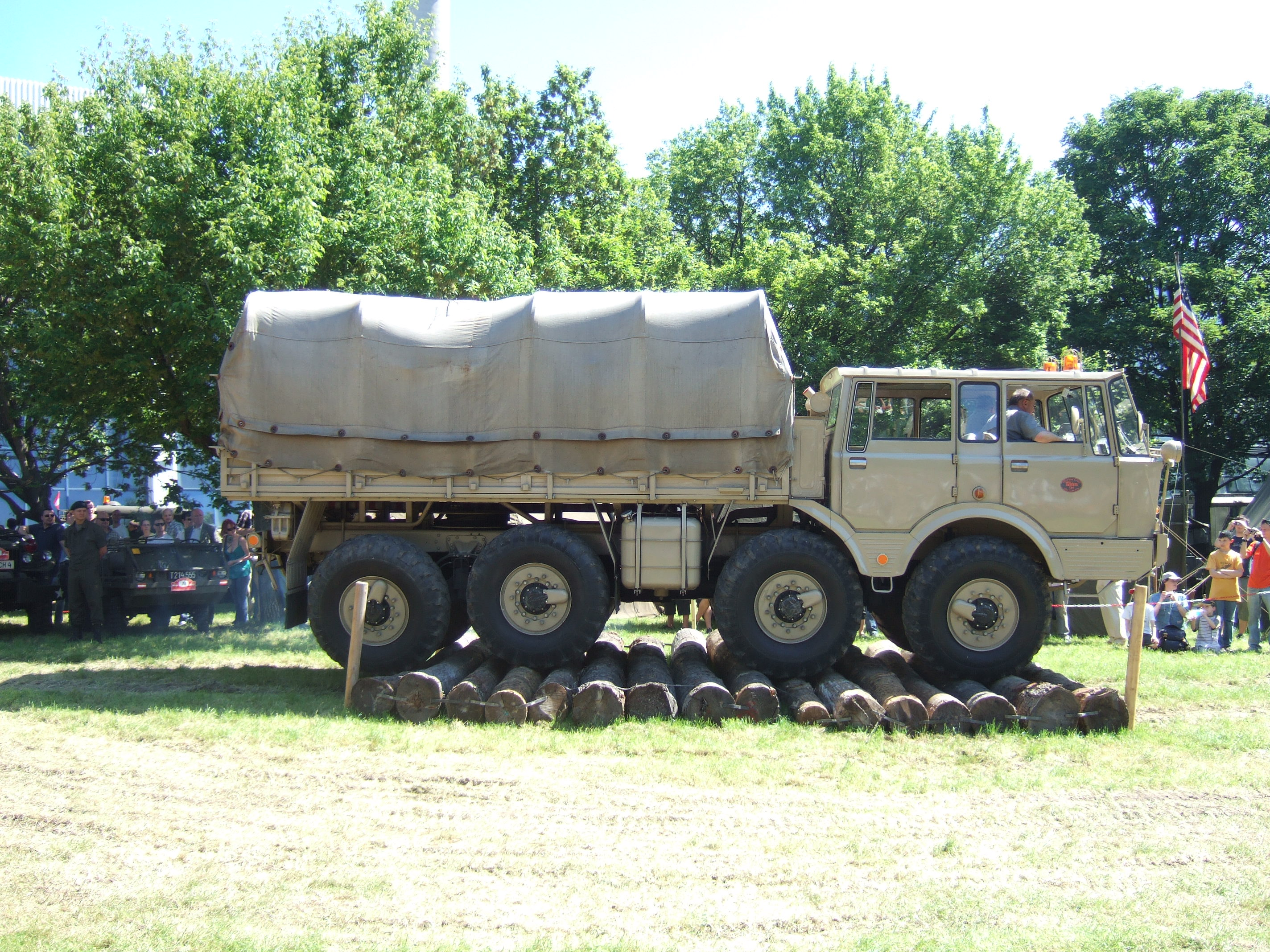
Tatra 813 8×8 v muzeu ve Vídni

Pro své výjimečné vlastnosti v terénu je T 813 oblíbená na trucktrialech:

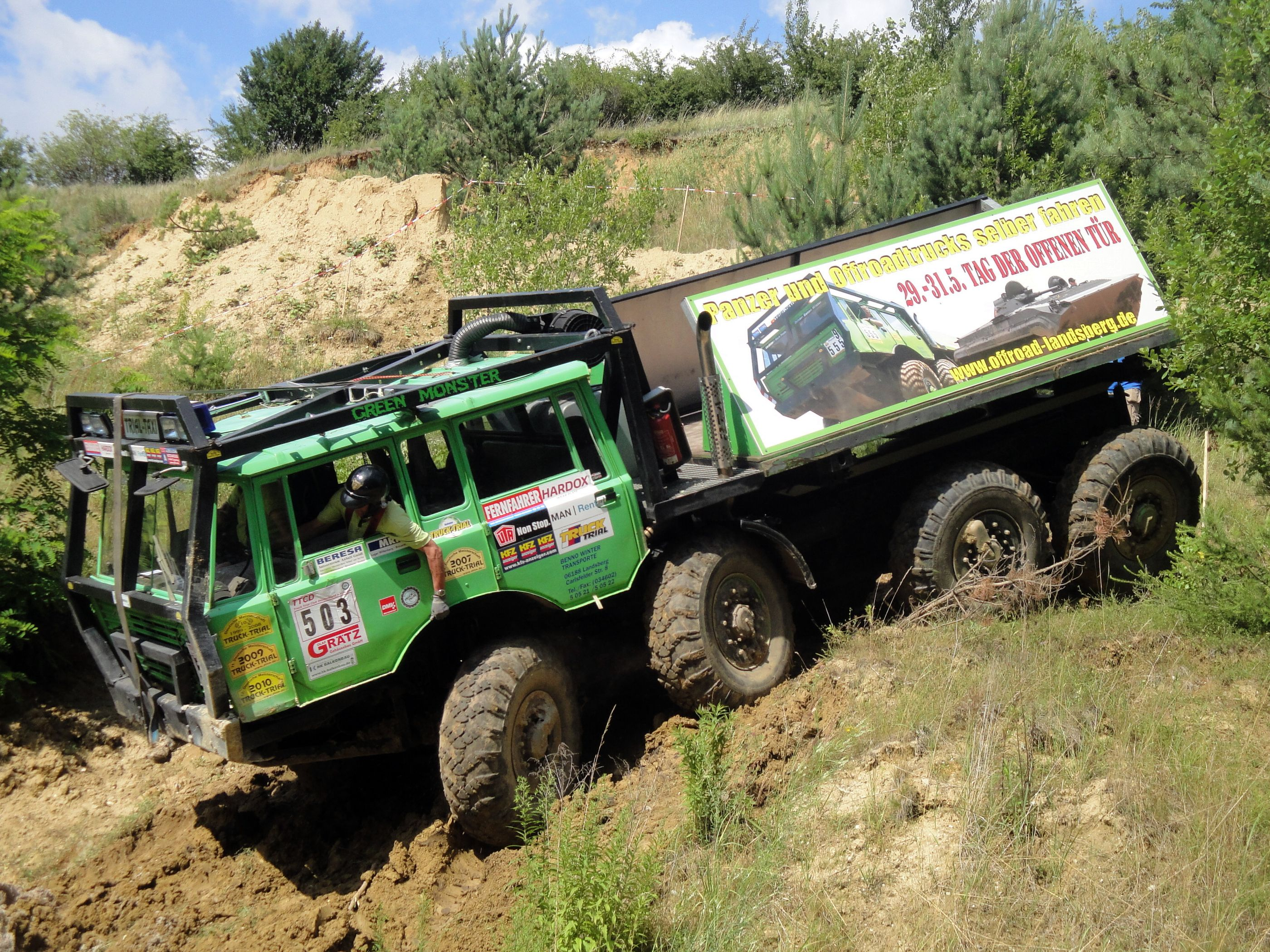
ITTM, Teuchern 2014
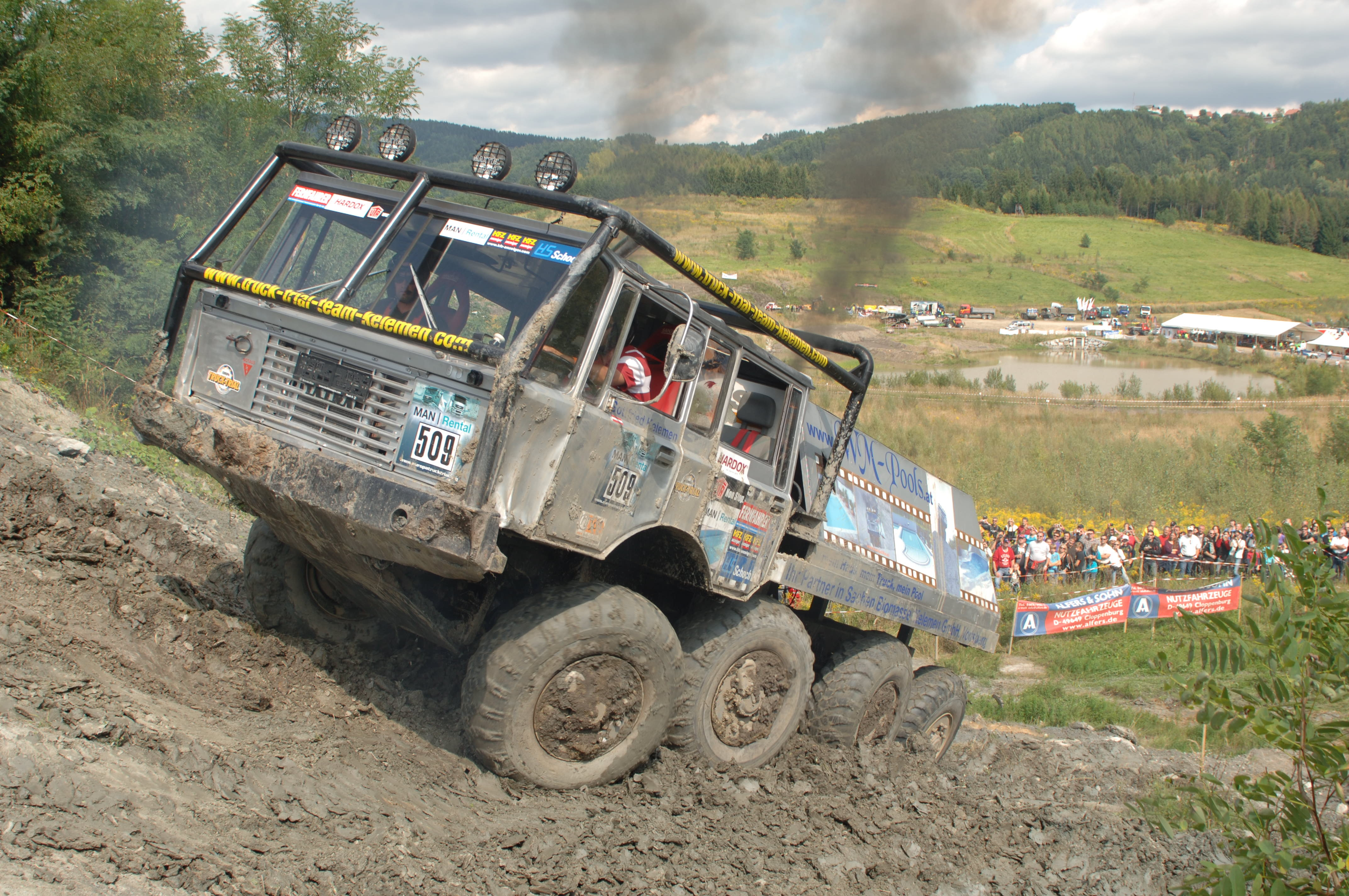
T-T-Competition, Zangtal 2010

## V populární kultuře
V české filmové komedii Prázdniny pro psa režisérky Jaroslavy Vošmikové z roku 1980 je postava pana Vrabce (hraje Vladimír Kratina), dobráckého siláka a řidiče JZD, kterému se nadává Drtikol. Ten ve filmu jezdí se sklápěčem Tatra 813 S1 8×8. Podle postavy se autu přezdívá Drtikol či Drtikolka.